# Mitlödi
Mitlödi és un municipi del cantó de Glarus (Suïssa).